# Пйотровиці (Свентокшиське воєводство)
Пйотровиці (пол. Piotrowice) — село в Польщі, у гміні Завихост Сандомирського повіту Свентокшиського воєводства.
Населення — 170 осіб (2011).
У 1975-1998 роках село належало до Тарнобжезького воєводства.

## Демографія
Демографічна структура на день 31 березня 2011 року:
|          | Загалом | Допрацездатний вік | Працездатний вік | Постпрацездатний вік |
| -------- | ------- | ------------------ | ---------------- | -------------------- |
| Чоловіки | 89      | 13                 | 58               | 18                   |
| Жінки    | 81      | 13                 | 37               | 31                   |
| Разом    | 170     | 26                 | 95               | 49                   |